# 탑 디자인
《탑 디자인》은 2007년부터 2008년까지 미국에서 방송된 인테리어 디자이너 선발 오디션 프로그램이다.